# Masaya Okugawa
Masaya Okugawa (奥川 雅也, Okugawa Masaya), né le 14 avril 1996 à Kōka au Japon, est un footballeur japonais. Il évolue actuellement au poste d'ailier gauche au Kyoto Sanga.

## Biographie

### Carrière en club
Natif de Kōka au Japon, Masaya Okugawa est formé par le Kyoto Purple Sanga. Il fait ses débuts en professionnels alors que le club évolue en J. League 2, le 6 mai 2015 face au FC Gifu (1-1).
Le 5 juin 2015 est annoncé le transfert de Okugawa au Red Bull Salzbourg, mais c'est du côté du FC Liefering, club satellite de Salzbourg, qu'il découvre l'Autriche, en deuxième division. Il y passe deux saisons de 2015 à 2017. Il est ensuite prêté au SV Mattersburg qui évolue en première division autrichienne pour la saison 2017-2018.
Le 31 août 2018, Masaya Okugawa est cette fois prêté pour la saison 2018-2019 à Holstein Kiel, qui évolue alors en deuxième division allemande.
C'est lors de la saison 2019-2020 qu'il est enfin intégré à l'équipe première du Red Bull Salzbourg. Il découvre ainsi la Ligue des champions, lors d'un match de groupe face au KRC Genk, le 17 septembre 2019. Il entre en jeu à la place de Dominik Szoboszlai et son équipe l'emporte par six buts à deux ce jour-là.
Le 31 janvier 2021, Masaya Okugawa est prêté jusqu'à la fin de saison avec option d'achat au club allemand de l'Arminia Bielefeld. Le 14 mars 2021, Okugawa inscrit son premier but sous ses nouvelles couleurs, lors d'une rencontre de Bundesliga face au Bayer 04 Leverkusen. Il marque de deuxième but des siens, qui s'imposent ce jour-là (1-2 score final).
À la fin de la saison il est racheté par l'Arminia Bielefeld. Il signe un contrat courant jusqu'en juin 2024. Okugawa ne peut empêcher la relégation de son équipe à l'issue de la saison 2021-2022, le club terminant dix-septième et donc avant-dernier du championnat.

### Carrière en sélection
En 2014 il joue trois matchs avec l'équipe nationale du Japon des moins de 18 ans et marque un but, le 10 janvier contre la Turquie, participant à la victoire de son équipe (3-0).